# Hügelgräber in der Neegenbargsheide

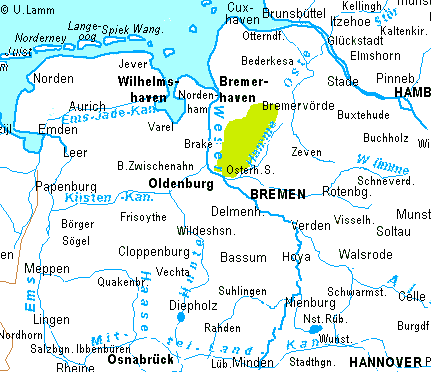
Lage der Osterholzer Geest

Die Hügelgräber in der Neegenbargsheide liegen im OT Schukamp, nördlich von Schwanewede in der Osterholzer Geest in Niedersachsen.
Auf einer Geländekuppe liegen in drei Gruppen mehr als 20 Grabhügel. Die seit den 1930er Jahren unter Landschaftsschutz stehende Heide blieb insbesondere durch die Anlage von Kiesgruben und die Sandabfuhr von Zerstörung nicht verschont.

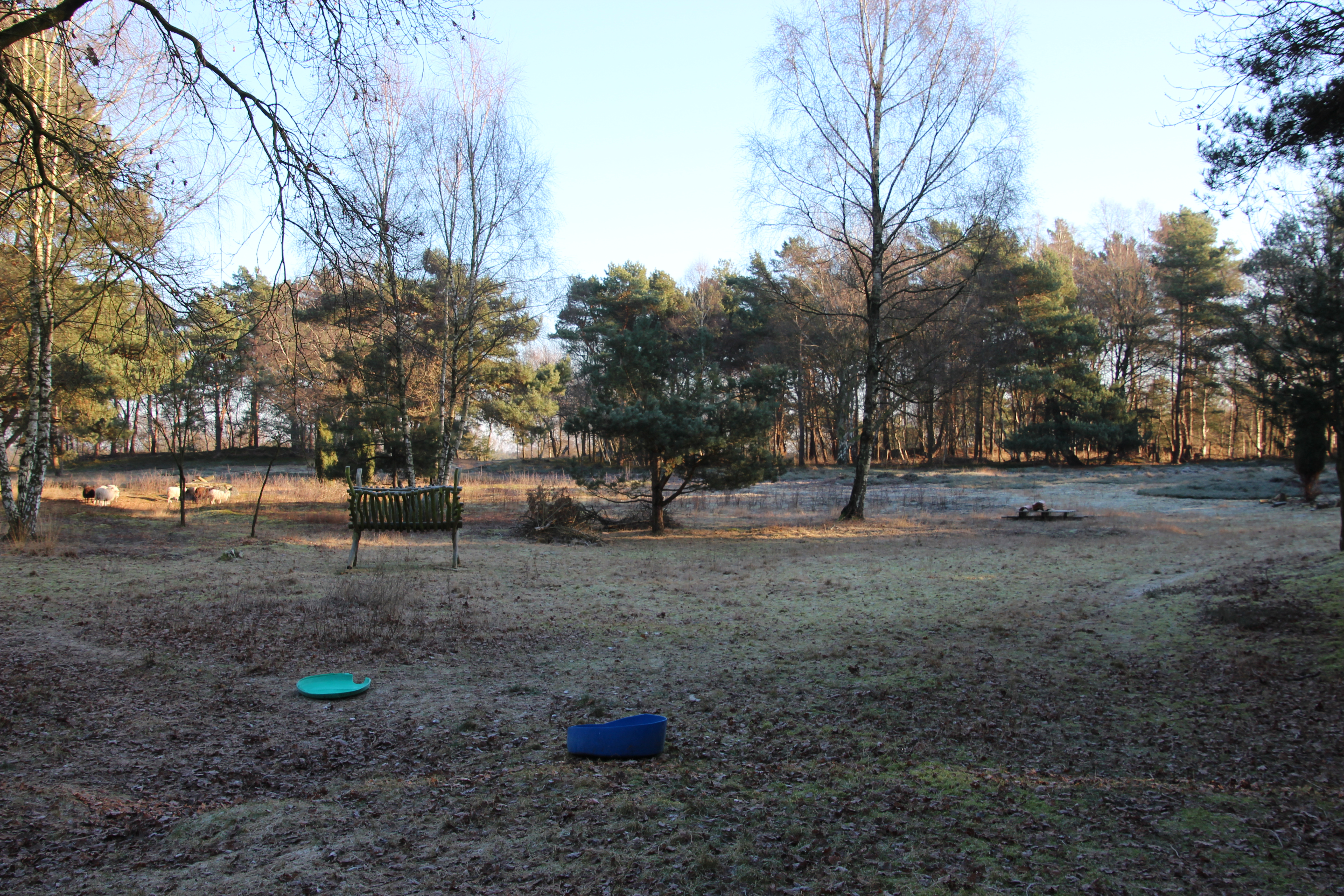
Umzäuntes Gelände mit ca. 20 Grabhügeln (im Baumbereich im Hintergrund)

Einer der Hügel wurde im Jahre 1956 untersucht. Der aus Rasenplaggen aufgeschichtete Hügelkern enthielt die paarig angeordneten und offenkundig gleichzeitigen Reste zweier Bestattungen in Baumsärgen. Ein Kreisgraben umgab die Bestattungen. Obwohl keine Beigaben gefunden wurden, wird angenommen, dass sie in die ältere Bronzezeit gehören.

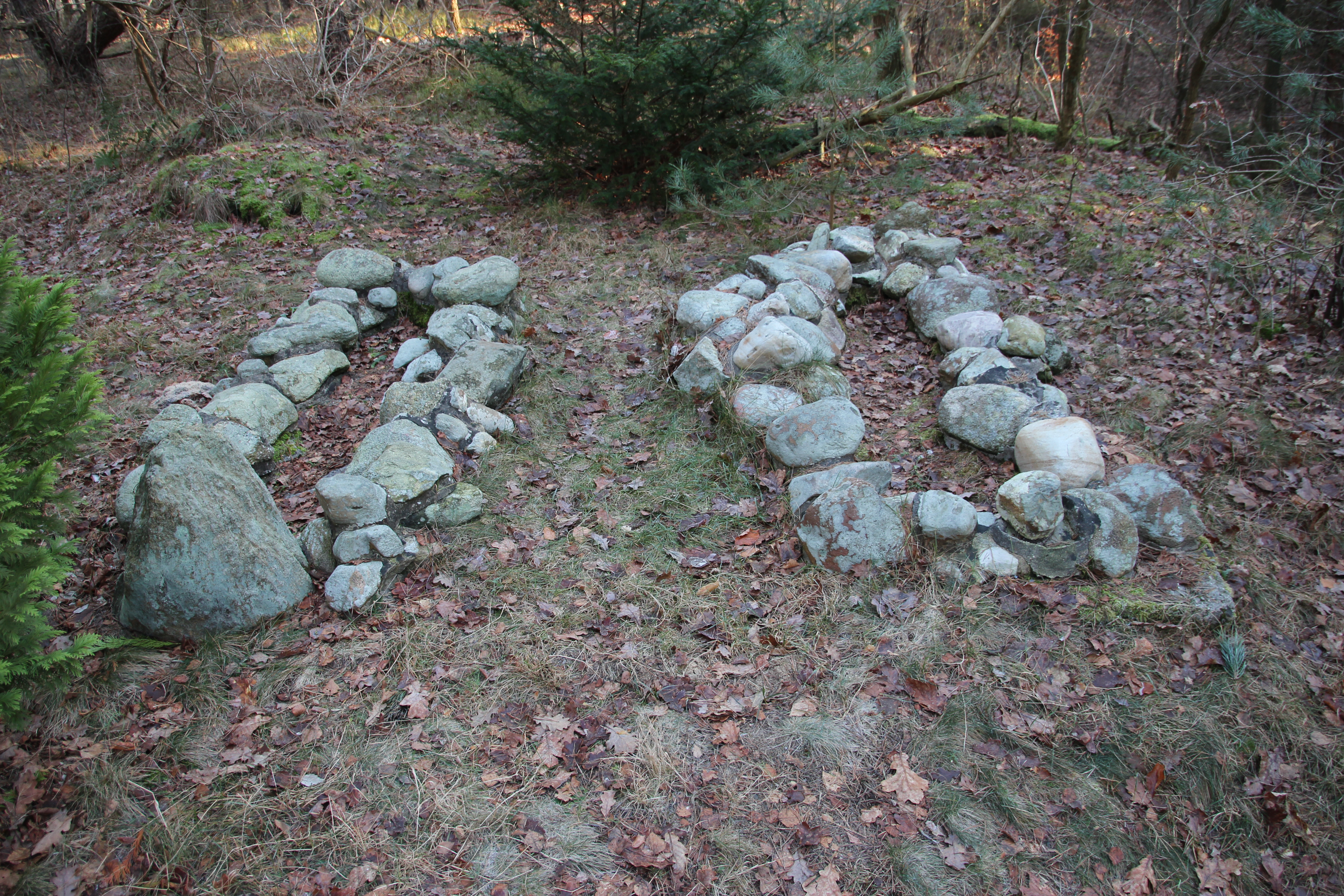
Restauriertes Doppelgrab außerhalb des umzäunten Geländes

Allgemein nimmt man die Entstehung derartiger Hügel während der Bronzezeit an. Der Fund einer früheisenzeitlichen Urne zeigte Spuren der üblichen Nachbestattungen um die Hügel. Bis zum Ende des 19. Jahrhunderts soll sich auf der „Neegenbargsheide“ ein Hünengrab mit dem sagenträchtigen Namen „Grauer Hengst“ befunden haben.
Interessante Folgerungen erlaubten die bodenkundlichen Untersuchungen: Vor der Anlegung des Hügels muss an der Stelle ein starkes Feuer gebrannt haben. Anscheinend umgrenzte den Bestattungsplatz bereits zur Zeit des Feuers ein Kreisgraben. Dieser Befund lässt auf eine Kulthandlung schließen, die vielleicht in Zusammenhang mit der Bestattung stattfand.